# Eucronoecia ridicula
Eucronoecia ridicula is een fossiele soort schietmot uit de familie Lepidostomatidae.